# Phenacogaster prolatus
Phenacogaster prolatus är en fiskart som beskrevs av De Lucena och Luiz R. Malabarba 2010. Phenacogaster prolatus ingår i släktet Phenacogaster och familjen Characidae. Inga underarter finns listade i Catalogue of Life.